# Petr Klíma
Petr Klíma (23. prosince 1964 Chomutov – 4. května 2023) byl československý hokejový reprezentant, který působil 13 sezón v NHL. Jeho otcem byl hokejový reprezentant Josef Klíma.

## Kariéra

### Klubová kariéra
V dresu mateřského Litvínova si poprvé talentované levé křídlo zahrálo československou nejvyšší soutěž v sezoně 1981/82. V dresu severočeského klubu odehrál i následující ročník, po kterém jej draftoval klub NHL Detroit Red Wings. V letech 1983–85 působil v rámci vojenské služby v armádním klubu HC Dukla Jihlava, se kterým v obou sezonách slavil titul mistra republiky. Spolu s Petrem Rosolem a Vladimírem Kamešem vytvořili v Dukle pod vedením trenéra Stanislava Neveselého legendární útočnou trojici, v té době srovnávanou s nejlepším evropským útokem Larionov-Makarov-Krutov z CSKA Moskva. Spolu s Rosolem a Kamešem měli být též tahouny národního družstva na MS 1985 v Praze, kvůli zranění ale musel Klíma těsně před začátkem mistrovství reprezentační tým opustit.
Po emigraci v roce 1985 vstoupil do organizace Detroit Red Wings, v jehož barvách působil necelých pět sezon. V průběhu ročníku 1989/90 byl vyměněn do Edmonton Oilers, se kterým hned slavil zisk Stanley Cupu. Klíma rozhodl v sérii do té doby rekordně dlouhé utkání v historii finálových soubojů a pomohl tak získat Oilers pátý primát v sedmi letech. Kanadský klub od tohoto triumfu na další pohár marně čeká. Český hráč byl ještě u nezdarů ve finále konference v následujících dvou sezonách i v při historicky prvním vyřazení klubu již po základní části v sezoně 1992/93.
V létě 1993 přestoupil do Tampa Bay Lightning, celku který měl za sebou jedinou sezonu v NHL. V dresu „Blesků“ působil tři roky. V sezoně 1994/95 kvůli sporům majitelů klubů a hráčskou asociací NHLPA začala soutěž se zpožděním. Během stávky hráčů v úvodu ročníku Klíma hrál ve druhé německé lize za EC Wolfsburg a také nastoupil v jednom utkání české extraligy za Zlín. Ve své poslední sezoně v Tampě (1995/96) pomohl klubu k premiérovému kvalifikování se do play off, kde však celek z Floridy nestačil již v prvním kole na Philadelphia Flyers.
Během následující sezony 1996/97 prostřídal tři kluby NHL – Los Angeles Kings, Pittsburgh Penguins a na závěr sezony se vrátil do Edmonton Oilers. Během působení v Kings byl poslán i do IHL, kde nastupoval za farmu Cleveland Lumberjacks. Po sezoně 1997/98, kterou strávil v týmu Krefeld Pinguine v německé lize, se pokusil o návrat do NHL v dresu Detroit Red Wings. Přestože hned ve svém premiérovém vystoupení vstřelil branku, ve zbylých dvanácti utkáních nebodoval a část této sezony strávil v Adirondack Red Wings, [záložním celku Detroitu v American Hockey League. Po této sezoně ukončil kariéru, během které jej zdobilo renomé kvalitního střelce – 6× nastřílel za sezonu v NHL přes 30 branek a celkový součet 313 není špatná vizitka a dodnes je v tomto ohledu pátý mezi českými hráči v historické tabulce.
V sezoně 2001/02 oznámil návrat na led v dresu Litvínova. Po extraligové sezoně 2002/03 odešel do hokejového důchodu definitivně.

### Reprezentační kariéra
Klíma reprezentoval Československo pouze před svojí emigrací do Spojených států amerických v roce 1985. Za reprezentaci do 18 let hrál na mistrovství Evropy 1982 ve Švédsku, kde se umístila naše reprezentace na druhém místě za domácím výběrem. V kategorii hráčů do 20 let absolvoval dvě mistrovství světa v letech 1983 v SSSR (stříbro) a 1984 ve Švédsku (bronz). V seniorské reprezentaci stihl odehrát jediný významný turnaj – Kanadský pohár 1984, kde však obsadil československý tým předposlední páté místo. Celkově odehrál v „áčku“ 28 utkání a nastřílel deset gólů.

## Rodina
Otec Josef hrál za KLH Chomutov a odehrál v letech 1957–61 sedm utkání za reprezentaci, ve kterých vstřelil jednu branku. Dcera Jessí a synové Kelly a Kevin, kteří hrají českou extraligu ledního hokeje za Mountfield HK – jedná se o dvojčata.

## Ocenění a úspěchy
- 1982 MEJ – All-Star Tým
- 1982 VC – Nejužitečnější hráč

## Prvenství

### NHL
- Debut – 10. října 1985 (Detroit Red Wings proti Minnesota North Stars)
- První gól – 10. října 1985 (Detroit Red Wings proti Minnesota North Stars, kanadskému brankáři Don Beaupre)
- První asistence – 30. října 1985 (Detroit Red Wings proti Pittsburgh Penguins)
- První hattrick – 5. března 1986 (Chicago Blackhawks proti Detroit Red Wings)

### ČHL
- Debut – 10. ledna 1995 (AC ZPS Zlín proti HC Slavia Praha)
- První gól – 10. ledna 1995 (AC ZPS Zlín proti HC Slavia Praha, českému brankáři Martinu Altrichtrovi)
- První asistence – 21. září 2001 (HC Chemopetrol proti HC Aptec Orli Znojmo)
- První hattrick – 23. listopadu 2001 (HC Chemopetrol proti HC IPB Pojišťovna Pardubice)

## Rekordy

### Platné rekordy
- 15. května 1990 vstřelil vítězný gól ve finále playoff v čase 115:13, nejdelší zápas finále playoff.

### Překonané rekordy
- nejvíce odehraných zápasů na pozici útočníka s československým/českým občanstvím v lize NHL – tento rekord překonal v sezóně 1991/1992, který držel československý útočník Václav Nedomanský. Jeho rekord překonal Michal Pivoňka v sezóně 1997/1998.
- nejlepší československý střelec v lize NHL – tento rekord překonal v sezóně 1989/1990, který držel československý útočník Miroslav Fryčer. Jeho rekord překonal Jaromír Jágr v sezóně 1998/1999.
- nejproduktivnější československý hráč v lize NHL – tento rekord překonal v sezóně 1990/1991, který držel československý útočník Miroslav Fryčer. Jeho rekord překonal Jaromír Jágr v sezóně 1996/1997.

## Klubová statistika
| Sezóna       | Klub                  | Soutěž       |     | Základní část | Základní část | Základní část | Základní část | Základní část |    | Play off | Play off | Play off | Play off | Play off |
| Sezóna       | Klub                  | Soutěž       | Z   | G             | A             | B             | TM            | Z             | G  | A        | B        | TM       |          |          |
| 1981–82      | TJ CHZ Litvínov       | ČSHL         | 18  | 7             | 3             | 10            | 8             | —             | —  | —        | —        | —        |          |          |
| 1982–83      | TJ CHZ Litvínov       | ČSHL         | 44  | 19            | 17            | 36            | 74            | —             | —  | —        | —        | —        |          |          |
| 1983–84      | ASD Dukla Jihlava     | ČSHL         | 41  | 20            | 16            | 36            | 46            | —             | —  | —        | —        | —        |          |          |
| 1984–85      | ASD Dukla Jihlava     | ČSHL         | 35  | 23            | 22            | 45            | 76            | —             | —  | —        | —        | —        |          |          |
| 1985–86      | Detroit Red Wings     | NHL          | 74  | 32            | 24            | 56            | 16            | —             | —  | —        | —        | —        |          |          |
| 1986–87      | Detroit Red Wings     | NHL          | 77  | 30            | 23            | 53            | 42            | 13            | 1  | 2        | 3        | 4        |          |          |
| 1987–88      | Detroit Red Wings     | NHL          | 78  | 37            | 25            | 62            | 46            | 12            | 10 | 8        | 18       | 10       |          |          |
| 1988–89      | Adirondack Red Wings  | AHL          | 5   | 5             | 1             | 6             | 4             | —             | —  | —        | —        | —        |          |          |
| 1988–89      | Detroit Red Wings     | NHL          | 51  | 25            | 16            | 41            | 44            | 6             | 2  | 4        | 6        | 19       |          |          |
| 1989–90      | Detroit Red Wings     | NHL          | 13  | 5             | 5             | 10            | 6             | —             | —  | —        | —        | —        |          |          |
| 1989–90      | Edmonton Oilers       | NHL          | 63  | 25            | 28            | 53            | 66            | 21            | 5  | 0        | 5        | 8        |          |          |
| 1990–91      | Edmonton Oilers       | NHL          | 70  | 40            | 28            | 68            | 113           | 18            | 7  | 6        | 13       | 16       |          |          |
| 1991–92      | Edmonton Oilers       | NHL          | 57  | 21            | 13            | 34            | 52            | 15            | 1  | 4        | 5        | 8        |          |          |
| 1992–93      | Edmonton Oilers       | NHL          | 68  | 32            | 16            | 48            | 100           | —             | —  | —        | —        | —        |          |          |
| 1993–94      | Tampa Bay Lightning   | NHL          | 75  | 28            | 27            | 55            | 76            | —             | —  | —        | —        | —        |          |          |
| 1994–95      | AC ZPS Zlín           | ČHL          | 1   | 1             | 0             | 1             | 0             | —             | —  | —        | —        | —        |          |          |
| 1994–95      | EHC Wolfsburg         | DEL          | 12  | 27            | 11            | 38            | 28            | —             | —  | —        | —        | —        |          |          |
| 1994–95      | Tampa Bay Lightning   | NHL          | 47  | 13            | 13            | 26            | 26            | —             | —  | —        | —        | —        |          |          |
| 1995–96      | Tampa Bay Lightning   | NHL          | 67  | 22            | 30            | 52            | 68            | 4             | 2  | 0        | 2        | 14       |          |          |
| 1996–97      | Cleveland Lumberjacks | IHL          | 19  | 7             | 14            | 21            | 6             | —             | —  | —        | —        | —        |          |          |
| 1996–97      | Los Angeles Kings     | NHL          | 8   | 0             | 4             | 4             | 2             | —             | —  | —        | —        | —        |          |          |
| 1996–97      | Pittsburgh Penguins   | NHL          | 9   | 1             | 3             | 4             | 4             | —             | —  | —        | —        | —        |          |          |
| 1996–97      | Edmonton Oilers       | NHL          | 16  | 1             | 5             | 6             | 6             | 6             | 0  | 0        | 0        | 4        |          |          |
| 1997–98      | Krefeld Pinguine      | DEL          | 38  | 7             | 12            | 19            | 18            | —             | —  | —        | —        | —        |          |          |
| 1998–99      | Adirondack Red Wings  | AHL          | 15  | 2             | 6             | 8             | 8             | —             | —  | —        | —        | —        |          |          |
| 1998–99      | Detroit Red Wings     | NHL          | 13  | 1             | 0             | 1             | 4             | —             | —  | —        | —        | —        |          |          |
| 2001–02      | HC Chemopetrol        | ČHL          | 52  | 24            | 10            | 34            | 36            | —             | —  | —        | —        | —        |          |          |
| 2002–03      | HC Chemopetrol        | ČHL          | 41  | 13            | 6             | 19            | 28            | —             | —  | —        | —        | —        |          |          |
| Celkem v NHL | Celkem v NHL          | Celkem v NHL | 786 | 313           | 260           | 573           | 671           | 95            | 28 | 24       | 52       | 83       |          |          |

## Reprezentace
| Rok                       | Tým                       | Soutěž                    | Z  | G  | A  | B  | TM |
| ------------------------- | ------------------------- | ------------------------- | -- | -- | -- | -- | -- |
| 1982                      | Československo 18         | MEJ                       | 5  | 7  | 2  | 9  | 12 |
| 1983                      | Československo 20         | MSJ                       | 7  | 4  | 4  | 8  | 6  |
| 1984                      | Československo 20         | MSJ                       | 7  | 6  | 4  | 10 | 22 |
| 1984                      | Československo            | KP                        | 5  | 2  | 1  | 3  | 4  |
| Juniorská kariéra celkově | Juniorská kariéra celkově | Juniorská kariéra celkově | 19 | 17 | 10 | 27 | 40 |
| Seniorská kariéra celkově | Seniorská kariéra celkově | Seniorská kariéra celkově | 5  | 2  | 1  | 3  | 4  |